# Lourenço Martins da Praça
Lourenço Martins, o da Praça, ou Lourenço Martĩiz da Praça, foi o tutor de D. João I, rei de Portugal, primeiro rei da Segunda Dinastia do Reino de Portugal.
Era um dos homens bons, cidadãos íntegros e abastados, lisboetas a quem o rei D. Pedro I de Portugal confiou a infância do seu filho João e era conhecido como 'da praça', porque vivia perto da Praça dos Escanos ou ser da antiga freguesia de São João da Praça, ao lado da Sé, em Lisboa.
Há quem o tenha como um dos 25 companheiros de armas que acompanharam o Mestre de Avis na morte do Conde de Andeiro, que terá sido alcaide de Leiria, cargo esse assumido depois que o anterior, Garcia Rodrigues Taborda, ter morrido na Batalha de Aljubarrota pelo lado de D. João I de Castela e depois o mesmo que foi indigitado para tesoureiro-mor do Reino.

## Dados genealógicos
Conforme a «História Genealógica da Casa Real Portugueza»,  Tomo II, publicado por António Caetano de Sousa, em 1736, diz que era "filho de Martim Lourenço, que jaz sepultado na freguesia de São Mamede (Lisboa), e de sua mulher Sancha Martins, de que se conserva ilustre descendência na Familia dos Almadas”.
E que dele nascerá, entre outros filhos, uma filha chamada de Teresa Lourenço, que fruto de uma relação com D. Pedro I de Portugal, terá por sua vez um filho que a História de Portugal reconhece por D. João I, primeiro rei da Segunda Dinastia do Reino de Portugal.